# Abbas I của Ai Cập

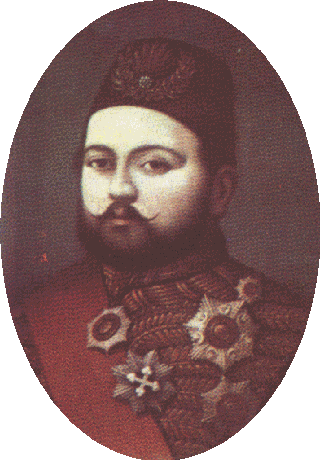
Abbas Helmi

Abbas I của Ai Cập hay Abbas Pasha, Tiếng Thổ Nhĩ Kỳ: I.Abbas Hilmi Paşa (1 tháng 7 năm 1812 - 13 tháng 7 năm 1854) là Wali (Tổng trấn) của Ai Cập và Sudan từ ngày 10 tháng 11 năm 1848 cho đến khi mất ngày 13 tháng 7 năm 1854 trong cung điện của ông. Cha của ông là Tusun Pasha một người Albani, Tusun Pasha còn là con trai thứ hai của Muhammad Ali, người sáng lập ra nhà Muhammad Ali.
Sử sách ghi lại thì ông có khoảng 7 người phối ngẫu vài người con. Abbas I thường được miêu tả là một người có dung mạo gợi cảm.

## Ban đầu
Abbas Pasha sinh ngày 1 tháng 7 năm 1812 ở Jeddah và được đem về nuôi dưỡng ở Cairo. Cha của ông là Tusun Pasha, mẹ ông là Bamba Qadin, ông nội là Muhamamd Ali, người sáng lập ra Nhà Muhammad Ali. Khi còn trẻ, ông thường hay theo cha và ông nội để đi chinh chiến khắp nơi.

## Lên ngôi
Sau khi người bác của ông là Ibrahim Pasha qua đời sau 2 tháng làm tổng trấn. Đến ngày 10 tháng 11 năm 1848, lúc đó hai xứ Ai Cập và Sudan đã tôn ông lên làm Wali (Tổng trấn) nhưng thực tế ông chỉ thực sự cầm quyền ngày 2 tháng 8 năm 1849 khi ông nội Muhammad Ali qua đời.

## Cai trị
Trong gần 6 năm trị vì, Abbas đã có nhiều quyết sách sai lầm như đóng cửa các trường học và các bệnh viện, giảm số lượng binh sĩ của quân đội trong khu vực, và còn cả việc phản đối xây dựng Kênh đào Suez.

### Nổi dậy ở Alexandria
Năm 1851, tỉnh trưởng của Alexandria là Shereko, đã dẫn một lượng lớn người dân ở đó và tuyên bố nổi dậy. Đám người ấy nhanh chóng chiếm được nhiều nhà máy để cướp vũ khí, Abbas I đã cử một toán quân và hàng chục khẩu pháo dã chiến để đi dẹp loạn, thành phố Alexandria bị phá hủy nghiêm trọng do bắn pháo. Đội quân của Shereko nhanh chóng bị bao vây, biết không còn chống được nữa nên Shereko ra lệnh đầu hàng, sau đó ông bị đưa về Cairo và bị chặt đầu.

### Giúp đỡ đế quốc Ottoman
Ông đã giúp đỡ Thổ Hoàng của đế quốc Ottoman trong cuộc chiến tranh Krym với một binh đoàn 12 tàu chiến và 40.000 binh sĩ.

## Đánh giá
Abbas thường bị các sử gia đánh giá là một nhà cai trị yếu kém và tàn bạo, ông còn có phần điên loạn. Ông cũng là kẻ đã phá đi những thành tựu tiến bộ mà ông nội Muhammad Ali để lại. Abbas thường hay ủ rũ và buồn bã, vị tổng trấn dành phần lớn thời gian của mình ở trong cung cấm và ít khi ra ngoài, dân chúng cũng vì vậy mà ít biết dung mạo của ông như thế nào.

## Cái chết
Ngày 13 tháng 7 năm 1854, Abbas được phát hiện là đã chết trong cung cấm vì bị ám sát, thủ phạm chính là hai nô lệ của ông ta. Người ta cho rằng, nguyên nhân của cuộc ám sát là do Abbas rất tàn bạo với những người hầu và nô lệ của mình, điều khiến họ căm phẫn.

## Khác
- Tuy ông lên làm Wali ngày 10 tháng 11 năm 1848, nhưng ông chỉ có vai trò là nhiếp chính cho ông nội Muhammad Ali đang đau ốm, đến mãi khi ông nội qua đời ngày 2 tháng 8 năm 1849 thì ông mới thực sự cai trị.
- Abbas có một sở thích đó là nuôi những con Ngựa Ả rập to khỏe.
- Abbas đã từng đày chú của mình là Sa'id Pasha và gia đình của ông ta ra khỏi Ai Cập.

## Ngôi vị
Wali của Ai Cập và Sudan
Cai trị: 10 tháng 11 năm 1848 - 13 tháng 7 năm 1854.
Tiền nhiệm: Ibrahim Pasha.
Kế nhiệm: Sa'id I của Ai Cập (Sa'id Pasha)